# Navelstreng

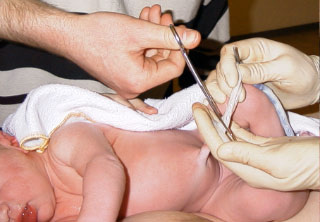
Vader knipt de navelstreng van een pasgeboren baby door

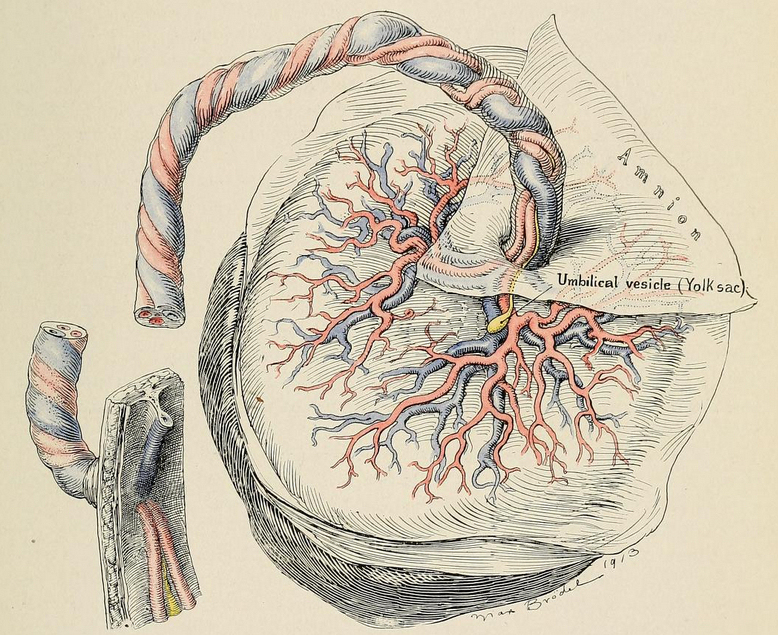
Navelstreng met dooierzak en amnion

De navelstreng, funiculus umbilicaris of funiculus umbilicalis is een extern orgaan, een soort buis waarin een aantal bloedvaten loopt, waardoor een foetus in de baarmoeder van de moeder verbonden is met de placenta.
Bij planten bevinden de zaadknoppen zich op een korte navelstreng aan de vruchtbladen van een stamper in een bloem.

## Zoogdieren

### Doorknippen of bijten van de navelstreng
Als de baby of het zoogdier is geboren, wordt de navelstreng doorgeknipt of (bij een dier) door de moeder doorgebeten. Bij mensen blijft een stukje navelstreng zitten, dat verdroogt en er binnen tien dagen moet af vallen. Er blijft een klein litteken over, de navel.

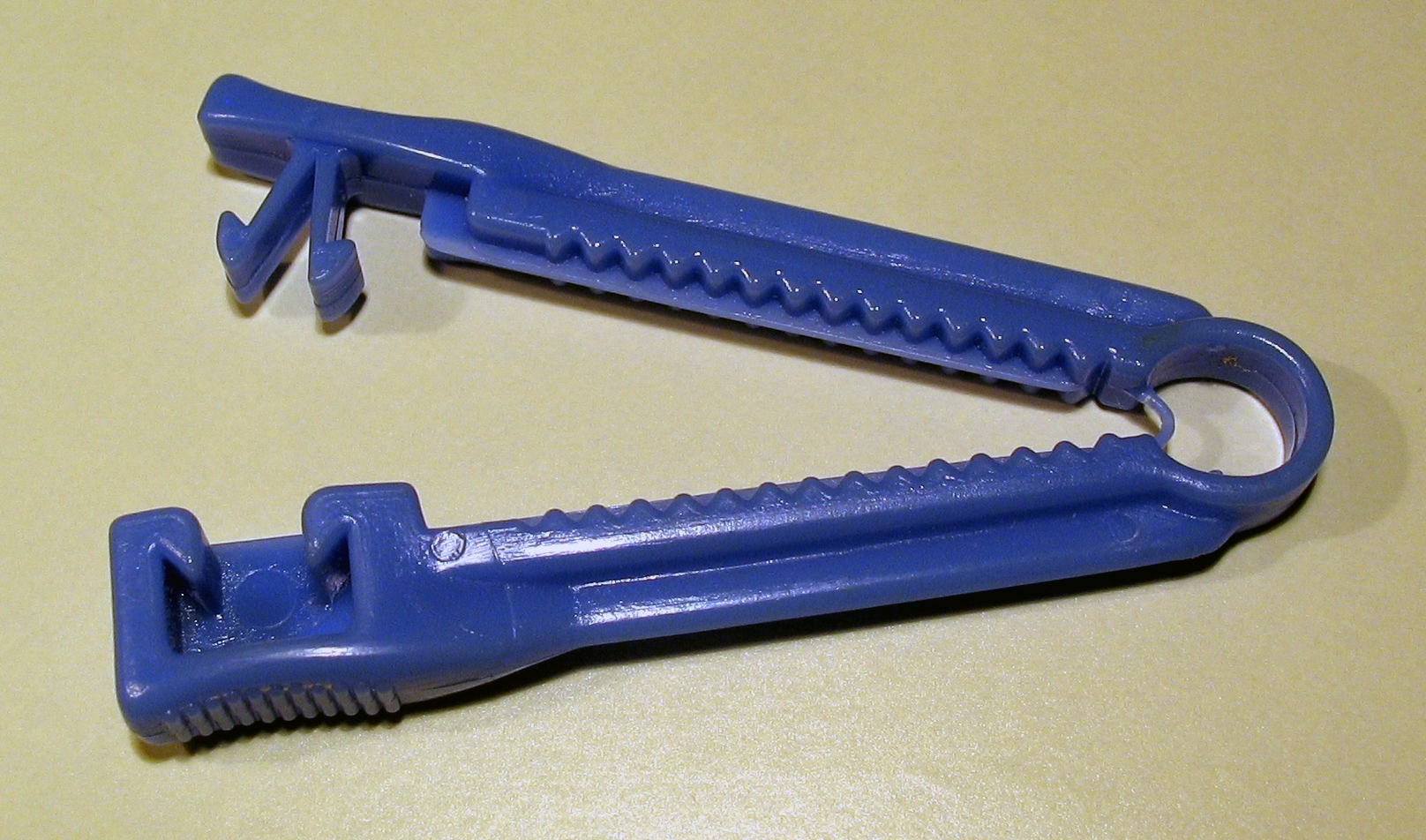
Klem voor de navelstreng

Voor het doorknippen wordt eerst een klemmetje aangebracht, waardoor voorkomen wordt dat er nog bloed uit de navelstreng stroomt en dat bacteriën de buikholte kunnen binnendringen (omfaloflebitis).

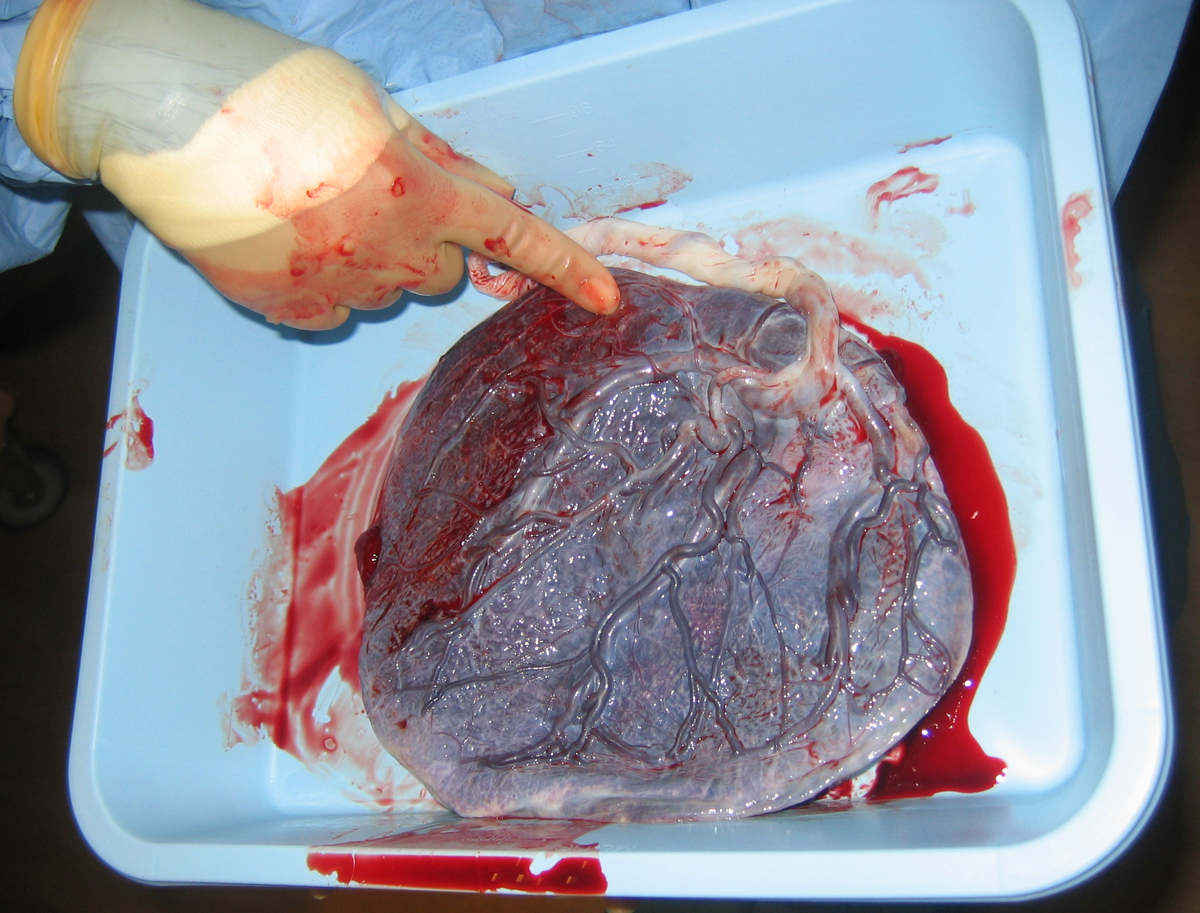
Binnenzijde van de placenta met rechtsboven de doorgeknipte navelstreng

Navelstreng

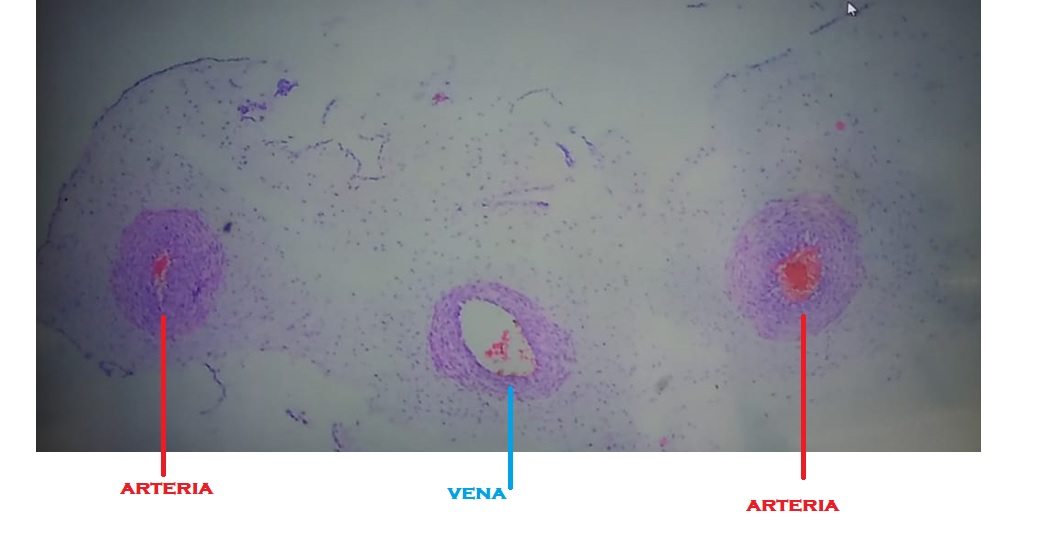
Navelstreng met de twee slagaders (arteria) en één ader (vena).

### Anatomie
De navelstreng maakt deel uit van de foetale bloedsomloop. De navelstreng ontwikkelt zich vanuit de dooierzak en de allantois (een van de embryovliezen). Bij een volgroeide baby is de navelstreng ongeveer 50 cm lang en ongeveer 2 cm in diameter.
De navelstreng bevat drie vaten; twee slagaders (arteriae umbilicales) voor de toevoer van zuurstofarm bloed vanaf het hart van de baby naar de placenta en een ader de vena umbilicalis die zuurstof en voedingsstoffen naar het kind brengt. Deze navelstrengvaten zijn omgeven door de gelei van Wharton. De ader kan ook gebruikt worden voor medisch onderzoek via een navelstrengpunctie, waarbij bloed uit de ader gehaald wordt om in een laboratorium onderzocht te worden.
Ongeveer 1% van de baby's heeft twee (SUA, single umbilical artery) in plaats van drie navelstrengvaten. Dit laatste kan een licht verhoogd risico geven op afwijkingen, onder andere aan het nierbekken (bijvoorbeeld lichte tot milde hydronefrose).

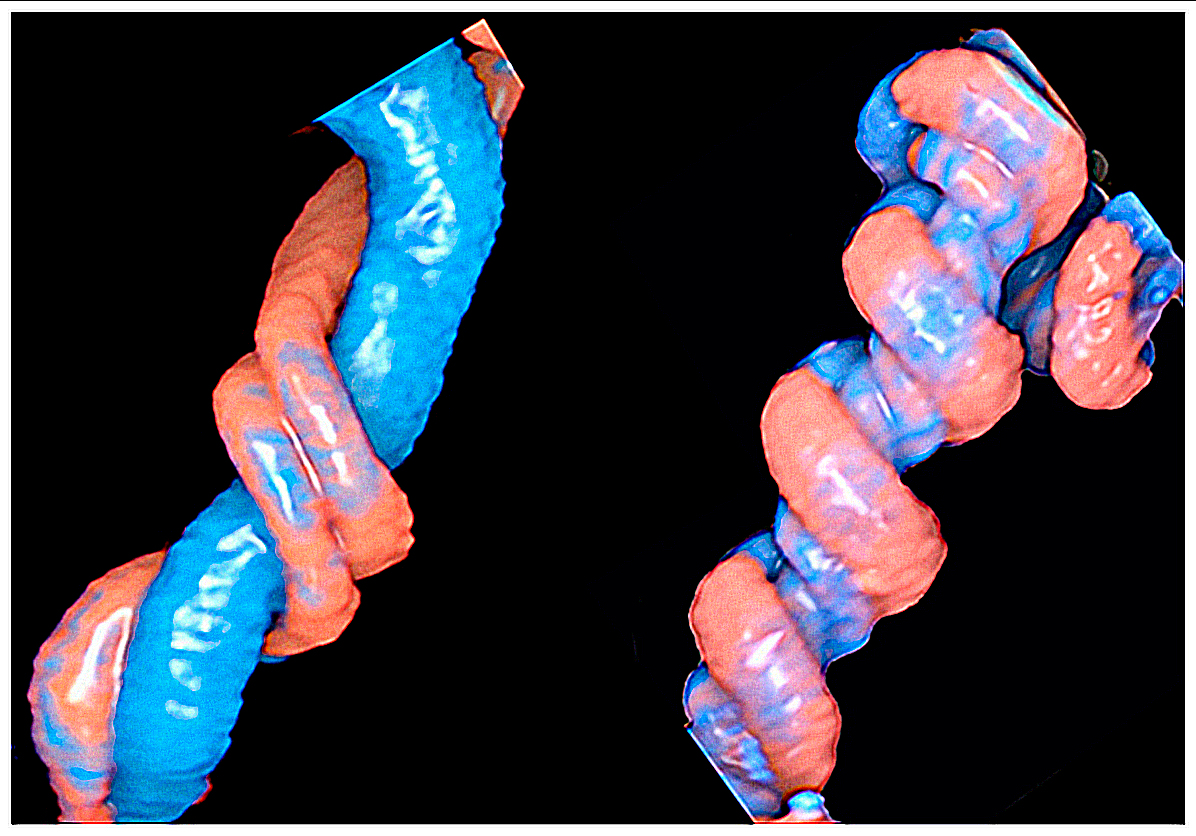
links hypogedraaid. rechts hypergedraaid

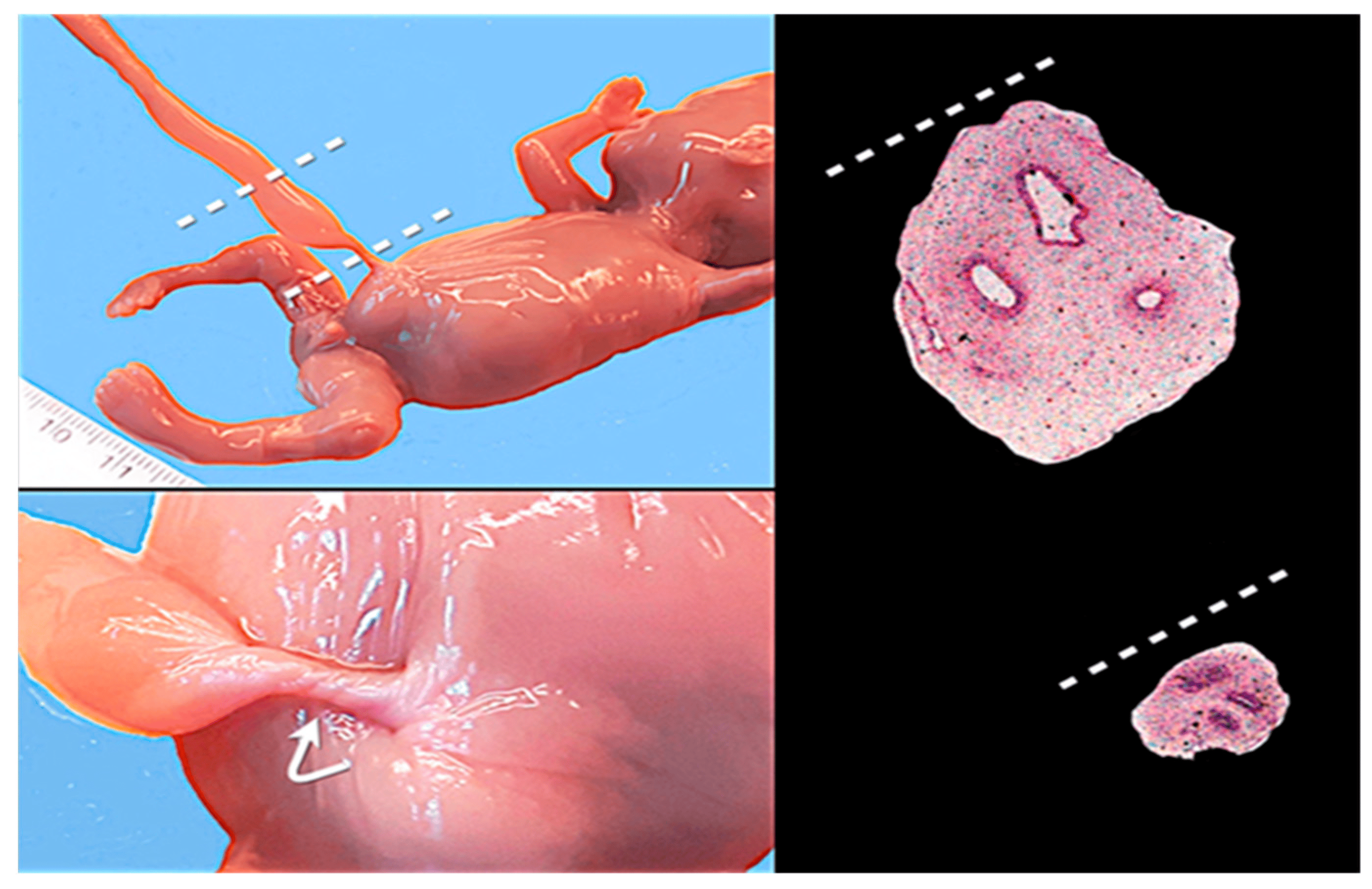
Verminderde of afwezige draaiing

### Complicaties met de navelstreng
Het kan gebeuren dat de navelstreng zich om de hals van de baby bevindt, dit heet navelstrengomstrengeling, en geeft zelden problemen gedurende de zwangerschap. Tijdens de bevalling kan een omstrengeling, met name als de streng met twee lussen om de hals van de baby zit, een probleem geven bij de geboorte van het kind. De navelstreng wordt dan tijdens de bevalling aangetrokken om de hals. Daarom wordt voor/bij elke bevalling eerst gecontroleerd of de navelstreng om de hals zit. De navelstreng wordt er dan meestal afgehaald, en als dat niet mogelijk is alvast afgenaveld voordat de baby verder geboren wordt.
De bloedvaten van de navelstreng kunnen meer (hyper) of minder (hypo) spiraalvormig door de navelstreng lopen. In de navelstreng kan soms een knoop zitten.

### Zuurstoftekort na navelomstrengeling
Als de navelstreng te strak zit, of te lang om de hals heeft gezeten tijdens de bevalling, kan de baby zuurstoftekort na de geboorte hebben. Het duurt vaak wat langer voor het kind gaat ademen of huilen. Ook kan de baby dan blauw zien, hetgeen een teken is van zuurstoftekort.
Zuurstoftekort bij de bevalling kan gevolgen hebben voor de ontwikkeling van het kind. Veel kinderen die een zuurstofgebrek hadden bij de geboorte hebben vaak een wat nerveus karakter, een wat gebrekkige motoriek, wat door fysiotherapie en sport weer grotendeels hersteld kan worden. De intelligentie wordt niet aangetast, met uitzondering van ernstigere gevallen.

### Stamcellen
Rond 2000 is ontdekt dat het navelstrengbloed rijk is aan stamcellen. Deze stamcellen zouden bij de geboorte van de baby bewaard kunnen worden door ze in te vriezen, zodat ze beschikbaar blijven, mocht het kind ooit behoefte krijgen aan nieuwe stamcellen, bijvoorbeeld voor beenmergtransplantatie bij kankerbehandeling. Dit heeft geleid tot discussie, te meer omdat de hoeveelheid verkregen stamcellen te weinig zouden zijn om terug te plaatsen na kankerbehandeling. Daarbij wordt deze dienst door een commercieel bedrijf uitgevoerd. Ook de keuze voor publieke (Rode Kruis van Vlaanderen) of privé-opslag (vb. Stamcelbank Nederland, Cryo-Save en Navelstrengbloedbank) is niet zo eenvoudig, zoals onderstaande tabel weergeeft.
Het op commerciële basis opslaan van stamcellen uit navelstrengen is niet zonder kritiek. Op 4 november 2006 schreven vier wetenschappers, onder wie Nederlands oud-minister van Volksgezondheid en arts Els Borst, een artikel in het Nederlands Tijdschrift voor Geneeskunde. Zij stellen voor dat de overheid deze 'misleidende en zinloze kwakzalverij' moet verbieden. Voortschrijdend inzicht heeft de hele discussie veranderd. Inmiddels is Sanquin, de Nederlandse bloedbank, gestart met het verkrijgen van 25.000 sets navelstrengbloed per jaar. Het gebruik van autologe stamcellen, eigen stamcellen, is inmiddels een van de belangrijkste onderzoeksgebieden. Er waren in 2015 al 80 verschillende ziekten die behandeld konden worden met stamcellen uit navelstrengbloed.
|        |         | Kenmerken | Kenmerken |
| pro    | contra  | | |
| ------ | ------- | --- | --- |
| Opslag | publiek | - Het is beschikbaar voor iedereen die het nodig heeft. - De stalen worden systematisch getypeerd en gecontroleerd op virale en bacteriële besmetting voor ze aan de navelstrengbloedbank worden toegevoegd. - Bij behandeling van een kankerpatiënt zou het zelfs beter zijn een niet volledig weefselcompatibele donor te hebben (allogeen). Zo worden de laatste achtergebleven kankercellen ook opgeruimd. - Het is volledig gratis (Rode Kruis Vlaanderen). | - Het staal kan al weg zijn als je het zelf nodig zou hebben. |
| Opslag | privé   | - Je bent zeker dat het beschikbaar is als je het nodig hebt. - Het wordt voor jou alleen bewaard. | - Er wordt geen typering voor weefselcompatibiliteit gedaan. - Er is een kans dat onbruikbare (besmette) stalen worden ingevroren. - Bij een transplantatie volstaat de dosis van één navelstreng soms niet; Je hebt dus altijd meerdere navelstrengbloedjes nodig. - Het kost geld (Cryo-Save, 2010, € 1895,- , Stamcelbank Nederland €296,50 en €121,--per jaar en Navelstrengbloedbank 2014, € 1450). |

## Planten
Het vruchtbeginsel van bloemen bestaat uit vruchtbladen met een placenta waar op een navelstreng of zaadstreng geplaatste zaadknop zicht bevindt.

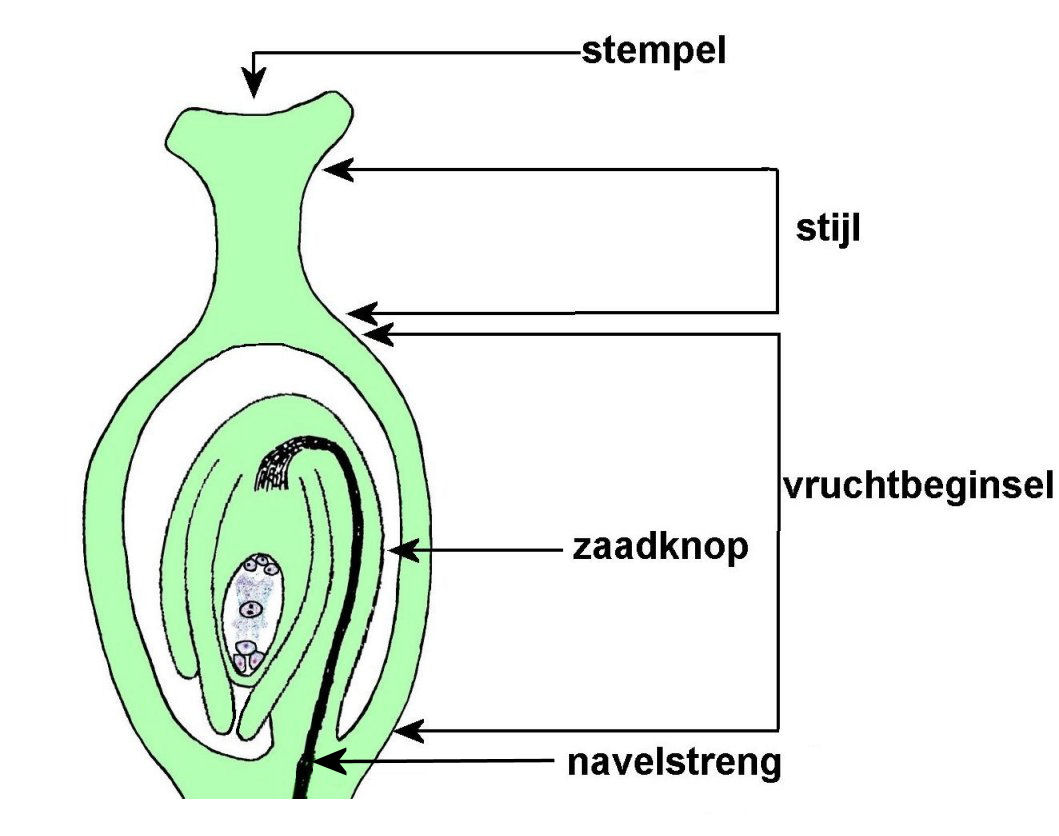
Schema van een stamper met eenhokkig vruchtbeginsel met één zaadknop.
orthotrope zaadknop 1 nucellus, 2 vaatmerk, 3 navelstreng
anatrope zaadknop 1 nucellus, 2 vaatmerk, 3 navelstreng, 4 rafe
campylotrope zaadknop 1 nucellus, 2 vaatmerk, 3 navelstreng

Na de bevruchting groeit de zaadknop verder uit. Bij rijpheid laat het zaad los van de zaadstreng, wat op het zaad zichtbaar is als navel of hilum.